# Homokbödöge
Homokbödöge ist eine ungarische Gemeinde im Kreis Pápa im Komitat Veszprém.

## Geografische Lage
Homokbödöge liegt am westlichen Rand des Bakonywalds, ungefähr zehn Kilometer südöstlich der Kreisstadt Pápa. Nachbargemeinden sind Nagytevel und Ugod. Durch den Ort fließt der Bach Öreg-séd, welcher südlich der Gemeinde entspringt und bei Marcaltö in den Fluss Marcal mündet. Zwei Drittel des Gemeindegebiets sind bewaldet.

## Infrastruktur
Der Ort besitzt öffentliche Einrichtungen wie Schule und Bücherei sowie Übernachtungsmöglichkeiten für Touristen. Zudem gibt es in Homokbödöge drei Kirchen.

## Sehenswürdigkeiten
- Evangelische Kirche, erbaut 1779, Spätbarock
- Reformierte Kirche, erbaut 1784, Spätbarock
- Römisch-katholische Kirche Szent Imre herceg, erbaut 1832–37

## Verkehr
Durch Homokbödöge verläuft die Landstraße Nr. 8303. Es bestehen Busverbindungen über Nagytevel und Adásztevel in die Kreisstadt Pápa sowie nach Ugod. Der nächstgelegene Bahnhof befindet sich in Pápa.